# Богословский, Игорь Владимирович
Игорь Владимирович Богосло́вский (23 января 1920, Аткарск, Саратовская губерния — не ранее 1988) — советский конструктор приборов автоматики ядерных боеприпасов.

## Биография
В 1941—1945 годах работал на заводе № 572 Наркомата боеприпасов СССР (Саратов), должности — от старшего техника до начальника цеха.
В 1947 году окончил МВТУ имени Н. Э. Баумана.
В 1947—1955 годах в РФЯЦ-ВНИИЭФ: инженер, начальник отдела.
В 1955—1958 годах начальник сектора РФЯЦ-ВНИИТФ.
В 1958—1965 годах учёный секретарь НТС-2 Министерства среднего машиностроения.
В 1965—1988 годах заместитель главного конструктора ВНИИА.
Кандидат технических наук.

## Награды и премии
- Сталинская премия второй степени (1953) — за разработку конструкции основных узлов изделий РДС-6с, РДС-4 и РДС-5за (бортовых приборов для ядерной авиабомбы)
- Ленинская премия (1962) — за участие в разработке головной части баллистической ракеты.
- орден Красной Звезды (1945)
- орден Знак Почёта (1951)
- два ордена Трудового Красного Знамени (1956, 1985)
- медали